# Ponnyakuten
Ponnyakuten är ett svenskt tv-program på Sveriges Television, där ungdomar får lära sig mer och får hjälp med sina problem som de har med sin ponny. 
Under två veckor får en grupp hästintresserade barn vara på ridläger med sin ponny på hästartisten Tobbe Larssons gård i Skåne. Första säsongen spelades in sommaren 2009 och visades i TV januari 2010. Sedan dess har också säsongerna 2, 3, 4 och 5 sänts.